# Oumy Diop
Pour les articles homonymes, voir Diop.
Oumy Diop, née le 29 août 2003, est une nageuse franco-sénégalaise représentant le Sénégal dans les compétitions internationales.
Elle est spécialiste des épreuves de papillon, de dos et de nage libre.

## Carrière
Oumy Diop est étudiante à l'université Grenoble-Alpes.
Elle remporte aux Championnats d'Afrique de natation 2021 à Accra la médaille d'or sur 100 mètres papillon et la médaille de bronze sur 4 × 100 mètres nage libre et sur 4 × 100 mètres nage libre mixte,.
Elle participe aux Championnats du Monde de natation en petit bassin à Abu Dhabi en décembre 2021, en compagnie de Jeanne Boutbien, Steven Aimable et El Hadji Adama Niane.
Lors des Championnats d’Afrique de Zone 2, elle remporte 18 médailles dont 13 en or.
Elle participe également aux championnats du Monde de natation en juin 2022 à Budapest en compagnie de Steven Aimable.
En août 2022, elle a participé aux Jeux de la Solidarité Islamique à Konya avec Steven Aimable, Karl-Wilson Aimable, El Hadji Adama Niane et Adama Thiaw Ndir. Lors de cette compétition, elle obtient la 4ème place lors du 100m papillon.
Elle obtient aux Championnats d'Afrique de natation 2022 à Tunis la médaille d'argent sur 100 mètres papillon et la médaille de bronze sur 50 mètres papillon.
Elle détient à son actif de nombreux records du Sénégal en grand et petit bassin.
En mars 2024, elle obtient la médaille de bronze sur 50 mètres papillon ainsi que sur 100 mètres papillon aux Jeux africains à Accra.
Elle est médaillée d'or sur 100 mètres papillon, médaillée d'argent sur 50 mètres papillon et médaillée de bronze sur 100 mètres nage libre et sur 500 mètres dos aux Championnats d'Afrique de natation 2024 à Luanda,.